# Joachim Hansen
Joachim Hansen (Francoforte sull'Oder, 28 giugno 1930 – Berlino, 13 settembre 2007) è stato un attore tedesco.

## Filmografia parziale

### Cinema
- L'avamposto degli Stukas (Der Stern von Afrika), regia di Alfred Weidenmann (1957)
- I legionari (Madeleine und der Legionär), regia di Wolfgang Staudte (1958)
- Laila, la figlia della tempesta (Laila), regia di Rolf Husberg (1958)
- Stalingrado (Hunde, wollt ihr ewig leben), regia di Frank Wisbar (1959)
- La voce della foresta (Und ewig singen die Wälder), regia di Paul May (1959)
- Il tesoro delle SS (Der Schatz vom Toplitzsee), regia di Franz Antel (1959)
- La gran vita (Das kunstseidene Mädchen), regia di Julien Duvivier (1960)
- L'amore e il diavolo (Der Satan lockt mit Liebe), regia di Rudolf Jugert (1960)
- Divisione Lebensborn (Lebensborn), regia di Werner Klingler (1961)
- Via Mala, regia di Paul May (1961)
- Il pugnale siamese (Das Geheimnis der schwarzen Koffer), regia di Werner Klingler (1962)
- Kali Yug, la dea della vendetta, regia di Mario Camerini (1963)
- Il mistero del tempio indiano, regia di Mario Camerini (1963)
- Sette contro la morte, regia di Edgar G. Ulmer (1964)
- Der Fall X701, regia di Bernard Knowles (1964)
- I Gringos non perdonano (Die schwarzen Adler von Santa Fe), regia di Ernst Hofbauer (1965)
- La morte viene da Manila (Die letzten Drei der Albatros), regia di Wolfgang Becker (1965)
- Parigi brucia? (Paris brûle-t-il ?), regia di René Clément (1966)
- ...4..3..2..1...morte, regia di Primo Zeglio (1967)
- Superspia K (Assignment K), regia di Val Guest (1968)
- Andrée - l'esasperazione del desiderio nell'amore femminile (Andrea - Wie ein Blatt auf nackter Haut), regia di Hans Schott-Schöbinger (1968)
- Alle dame del castello piace molto fare quello... (Komm liebe Maid und mache...), regia di Giuseppe Zaccariello (1969)
- Il ponte di Remagen (The Bridge at Remagen), regia di John Guillermin (1969)
- Desideri voglie pazze di tre insaziabili ragazze (Alle Kätzchen naschen gern), regia di Giuseppe Zaccariello (1969)
- I clandestini delle tenebre (Underground), regia di Arthur H. Nadel (1970)
- Fuori il malloppo (Popsy Pop) (Popsy Pop), regia di Jean Herman (1971)
- Amore alla francese (Vous intéressez-vous à la chose?), regia di Jacques Baratier (1974)
- Frau Marlene (Le vieux fusil), regia di Robert Enrico (1975)
- Una donna alla finestra (Une femme à sa fenêtre), regia di Pierre Granier-Deferre (1976)
- La notte dell'aquila (The Eagle Has Landed), regia di John Sturges (1976)
- I ragazzi venuti dal Brasile (The Boys from Brazil), regia di Franklin J. Schaffner (1978)
- Breakthrough - Specchio per le allodole (Steiner - Das Eiserne Kreuz, 2. Teil), regia di Andrew V. McLaglen (1979)

### Televisione
- Il mondo sul filo (Welt am Draht) - miniserie TV, 2 episodi (1973)
- Nora Helmer - film TV (1974)
- Les faucheurs de marguerites - serie TV, 14 episodi (1974)
- Splendeurs et misères des courtisanes - serie TV, 6 episodi (1975-1976)
- Heidi - serie TV, 5 episodi (1978)
- Venti di guerra (The Winds of War) - miniserie TV, 6 episodi (1983)
- Anna dai capelli rossi (Anne of Green Gables) - miniserie TV, 2 episodi (1985)
- Ricordi di guerra (War and Remembrance) - miniserie TV, 9 episodi (1988-1989)
- Für alle Fälle Stefanie - serie TV, 2 episodi (1999, 2001)